# ГЕС Wreck Cove
ГЕС Wreck Cove – гідроелектростанція у канадській провінції Нова Шотландія. Використовує ресурс із цілого ряду річок та струмків північної частини острова Кейп-Бретон. 
В межах проекту за допомогою системи водосховищ, каналів та тунелів відбувається збір ресурсу, котрий у підсумку опиняється в резервуарі Wreck Cove. Останній створили в долині однойменного струмка, який дренує східний схил вододільного хребта та має устя на оберненій до Атлантичного океану стороні острова. Споруджена на Wreck Cove гребля висотою 17 метрів утримує резеервуар з площею поверхні 4,4 км2 та об’ємом 22,1 млн м3, при цьому завдяки створеному підпору водойма розповсюдилась через водорозділ зі струмком MacLeod's Brook (впадає до океану трохи північніше від Wreck Cove), у сточищі якого також довелось звести кілька утримуючих споруд. 
Збір ресурсу відбувається за допомогою двох підсистем – північної та південної. Перша починається на протилежній стороні вододільного хребта у сточищі річки Chéticamp, що на західному узбережжі острова впадає до затоки Святого Лаврентія. Тут звели греблю висотою 20 метрів, яка утримує водосховище Chéticamp з площею поверхні 5,2 км2 та об’ємом 27,2 млн м3. Далі ресурс по прокладеному на південь каналу довжиною 0,8 км долає водорозділ та опиняється в долині лівого витоку річки Ingonish (впадає у океан дещо північніше за MacLeod's Brook). Наступна гребля спрямовує воду по каналу довжиною 2 км до правого витоку Ingonish, від якого починається третій канал довжиною 0,8 км, що виводить в долину  Indian Brook (має устя південніше за Wreck Cove). На Indian Brook нижче по течії створене водосховище Gisborne Flowage, котре є вузловою точкою двох водозбірних підсистем – з південно-західного напрямку сюди виходить тунель довжиною біля 5 км від невеликого водосховища на MacMillan's Brook (права притока Indian Brook). Нарешті, із Gisborne Flowage через короткий тунель (0,12 км) та канал (0,5 км) ресурс потрапляє до зазначеного вище водосховища Wreck Cove.
Всього в межах проекту між 1975 та 1978 роками було зведено 19 гребель і дамб, виконаних як земляні або кам'яно-накидні споруди.
Зібрана у Wreck Cove вода далі по тунелю з діаметром 3,7 метра транспортується у напрямку узбережжя до розташованого за 3,25 км балансувального резервуару Surge Lake. З облаштованого на останньому водозабору через напірний водовід діаметром 3,7 метра вона потрапляє до розташованого на глибині 275 метрів підземного машинного залу, доступ до якого здійснюється через тунель довжиною 0,6 км.
Основне обладнання станції становлять дві турбіни потужністю по 100 МВт, які використовують напір біля 370 метрів та забезпечують виробництво 330 млн кВт-год електроенергії на рік. 
Відпрацьована вода транспортується до Атлантичного океану по відвідному тунелю довжиною 1,7 км, який має вихід між устями MacLeod's Brook та Wreck Cove.